# توماس مان راندولف
توماس مان راندولف (بالإنجليزية: Thomas Mann Randolph Jr.)‏ (و. 1768 – 1828 م) هو سياسي من الولايات المتحدة الأمريكية .
وهو عضو في الحزب الجمهوري الديمقراطي .

## التعليم
تعلم في جامعة إدنبرة.